# Jacques François Dugommier
Jean Jacques François Dugommier, född 1 augusti 1738 på Guadeloupe, död 17 november 1794, var en fransk general.
Dugommier anslöt sig vid franska revolutionens utbrott till denna, och blev snart general. Han erövrade 1793 Toulon men föll efter åtskilliga segrar över spanjorerna 1794 i slaget vid Sierra Negra i Katalonien. Dugommier var en tapper och framgångsrik härförare.